# Kilen
För andra betydelser, se Kilen (olika betydelser).
Kilen är en bebyggelse i Oskarshamns kommun, Kalmar län. SCB avgränsade här en småort från 1995 till 2015. 2015 avregistrerades småorten men vid avgränsningen 2023 klassades den åter som småort.